# آودنا
آودنا (به لاتین: Audna) یک رود در نروژ است که در Audnedal واقع شده‌است.